# Tidaholm
Tidaholm je grad u središnjem dijelu južne Švedske u županiji Västra Götaland.

## Stanovništvo
Prema podacima o broju stanovnika iz 2005. godine u gradu živi 7.920 stanovnika.

## Vanjske poveznice
- Službena stranica grada

### Ostali projekti
|  | Zajednički poslužitelj ima još gradiva o temi Tidaholm |